# Alhandra Sporting Club
O Alhandra Sporting Club é um clube desportivo da vila de Alhandra, no município de Vila Franca de Xira, em Portugal. 
Fundado em 1921, por fusão de outras coletividades, como o Alhandra Foot-Ball Operário, o Alhandra Foot-Ball Club e o Alhandra Foot-Ball "Sousa Martins", dedicou-se inicialmente ao futebol, mas mais tarde passou a desenvolver outros desportos.
Em futebol, a sua melhor posição ao longo de tantos anos foi na 2ª Divisão. As suas camadas jovens e os seus seniores subiram 10 vezes de divisão, duas delas em 2010/2011, conquistadas pelos Infantis.
O clube é também um dos destaques do triatlo em Portugal.